# Булгін
Булгі́н (рос. Булгин) — село у складі Охотського району Хабаровського краю, Росія. Адміністративний центр Булгінського сільського поселення.

## Населення
Населення — 650 осіб (2010; 755 у 2002).
Національний склад (станом на 2002 рік):
- росіяни — 90 %